# Ceinture volcanique andine

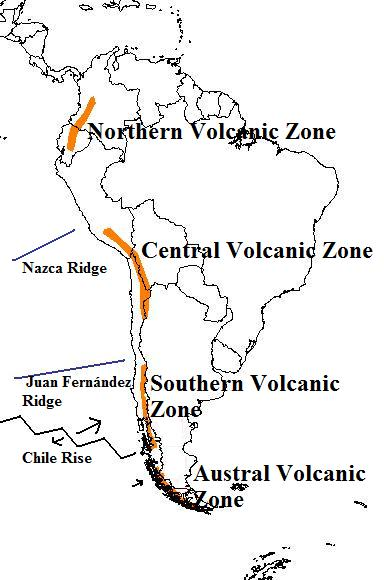
Carte des différents segments de la ceinture volcanique andine.

La ceinture volcanique andine est un arc volcanique continental d'Amérique du Sud faisant partie de la ceinture de feu du Pacifique. Elle regroupe les volcans de Colombie, des Andes équatoriennes, du Pérou, de Bolivie, des Andes chiliennes et d'Argentine. Ces volcans situés dans la cordillère des Andes sont nés de la subduction des plaques de Nazca et antarctique sous les plaques sud-américaine, des Andes du Nord et de l'Altiplano. Cet arc volcanique se subdivise en quatre autres : la zone volcanique nord, la zone volcanique centrale, la zone volcanique sud et la zone volcanique australe.